# Barbonymus
Barbonymus è un genere comprendente specie di pesci d'acqua dolce appartenenti alla famiglia Cyprinidae.

## Distribuzione e habitat
Tutte le specie del genere sono originarie delle acque dolci del Sudest asiatico.

## Descrizione
Presentano un corpo alto, piuttosto compresso ai fianchi, con profilo dorsale arcuato (in alcune specie più che in altre) e ventre convesso. Sono ricoperti da scaglie ampie, con livrea tendenzialmente grigio-argentea. Le dimensioni variano dai 20 ai 40 cm, secondo la specie.

## Alimentazione
I pesci del genere Barbonymus hanno dieta onnivora.

## Pesca
Nei luoghi d'origine sono oggetto di pesca commerciale per l'alimentazione umana.

## Acquariofilia
Alcune specie sono diffuse e allevate dagli acquariofili: la più conosciuta e diffusa è Barbonymus schwanenfeldii, ma allevate dagli appassionati sono anche B. altus e B. gonionotus.

## Specie
- Barbonymus altus
- Barbonymus balleroides
- Barbonymus collingwoodii
- Barbonymus gonionotus
- Barbonymus schwanenfeldii